# جينيفر كناب
جينيفر كناب (بالإنجليزية: Jennifer Knapp)‏ هي مغنية أمريكية، ولدت في 12 أبريل 1974 في تشانوت في الولايات المتحدة.

## وصلات خارجية
- الموقع الرسمي
- جينيفر كناب على موقع ميوزك برينز (الإنجليزية)
- جينيفر كناب على موقع أول ميوزيك (الإنجليزية)
- جينيفر كناب على موقع ديسكوغز (الإنجليزية)